# Johan Larsson Wallenberg
Johan Larsson Wallenberg, född i Valla socken, Södermanland, död i maj 1687 i Stockholm, var en svensk bildhuggarmästare.
Han var gift två gånger första gången med Maria Lennartsdotter och andra gången med Beata Hansdotter. Han verkade först som frimästare men ålades 1676 att inställa sig under bildhuggare ämbetet i Stockholm men nämns fortfarande som frimästare 1678. Bland hans arbeten märks en magnifik arkitektonisk uppbyggnad till Caspar Schröder altaruppsats som monterades i Mariefreds kyrka 1689. 